# Redstone, Colorado
Redstone är en ort i Pitkin County i delstaten Colorado. Vid 2010 års folkräkning hade Redstone 130 invånare.